# Keats (cràter)

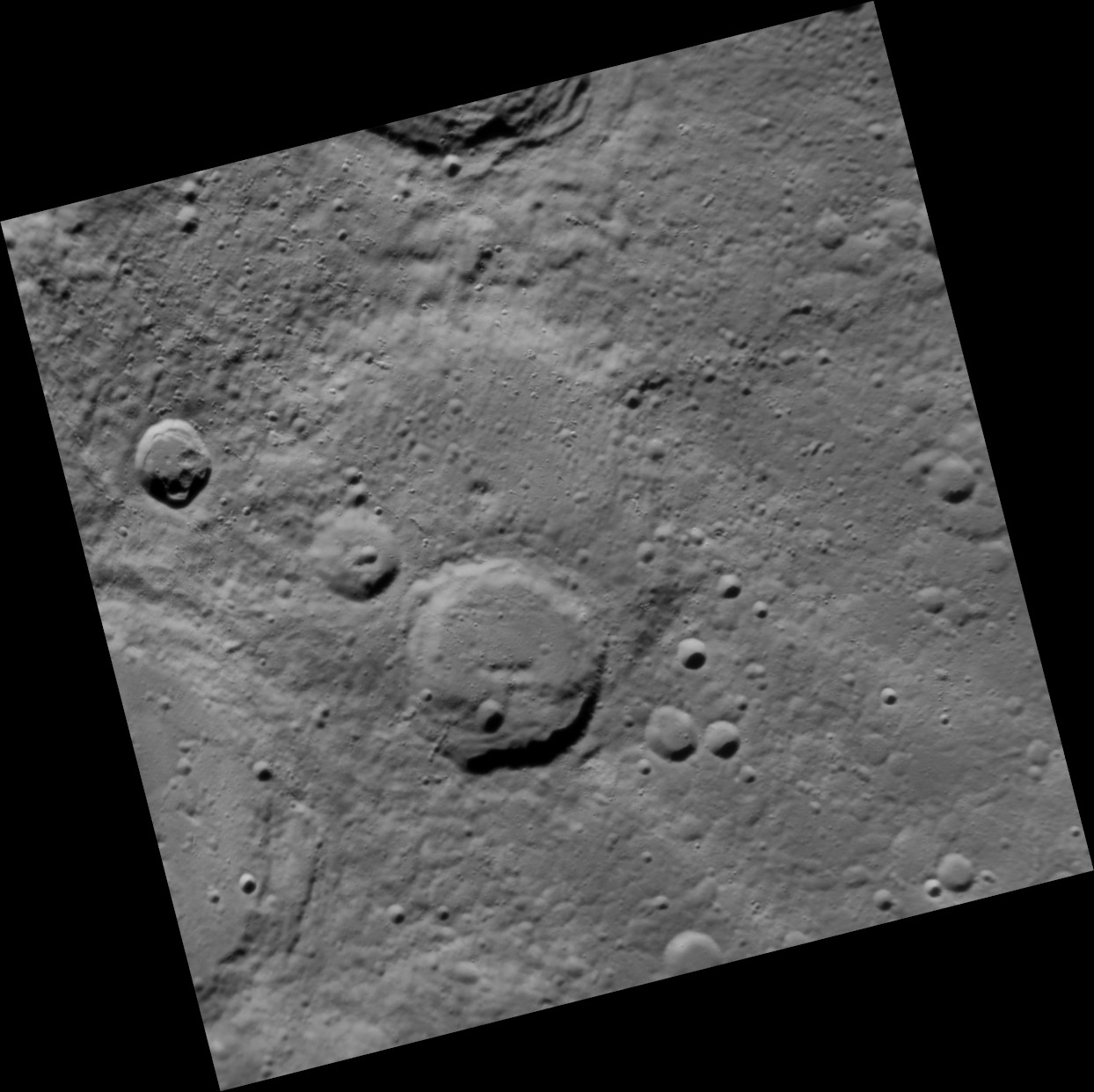

Keats és un cràter d'impacte en el planeta Mercuri de 107,85 km de diàmetre. Porta el nom del poeta anglès John Keats (1795-1821), i el seu nom va ser aprovat per la Unió Astronòmica Internacional el 1976.